# فريدريك ويليام كامبل
فريدريك ويليام كامبل هو عسكري كندي، ولد في 15 يونيو 1867 في Wellington County, Ontario ‏ في كندا، وتوفي في 19 يونيو 1915 في فرنسا.